# 共青团镇
共青团镇，原为共青团农场，是中华人民共和国新疆维吾尔自治区阿克苏地区温宿县下辖的一个镇。

## 行政区划
共青团镇下辖以下村级行政区划单位：
第一村、第二村、第三村、第四村和第五村。